# Eufemismo
Eufemismo é uma figura de linguagem que emprega termos mais agradáveis para suavizar uma expressão.
Expressões populares têm um caráter cômico, o que pode atender em parte a do eufemismo. Situações de grande impacto, como a morte, beira o grotesco e a função dessa figura de linguagem se perde. Um exemplo mais adequado é dizer que o indivíduo "partiu", ou que "deixou esse mundo". Eufemismos também mostram serventia para substituir palavras consideradas de baixo calão ou impróprias de acordo com algum tabu, ou mesmo para omitir nomes de divindades. Alguns deles podem ser neologismos, isto é, palavras inventadas somente para a ocasião, em que se altera uma ou duas letras ou sílabas da palavra original, como puxa, diacho e caramba.

## Exemplos
| Frase                                                    | Nota                                  |
| -------------------------------------------------------- | ------------------------------------- |
| Ele entregou a alma a Deus                               | em vez de morreu                      |
| Foi ao banheiro fazer suas necessidades                  | em vez de defecar                     |
| Nos fizeram varrer calçadas e limpar o que faz todo cão. | em lugar de fezes                     |
| Ela é minha ajudante / funcionária                       | em lugar de empregada doméstica       |
| "...Trata-se de um usurpador do bem alheio..."           | em lugar de ladrão                    |
| Filho do desgramado!                                     | ao invés de desgraçado                |
| "Era uma estrela divina que ao firmamento voou!"         | em lugar de morreu                    |
| "Quando a indesejada da gente chegar"                    | em lugar de a morte                   |
| Ele subtraiu os bens de tal pessoa.                      | em vez de furtou                      |
| Contratou uma garota de programa / acompanhante de luxo  | em vez de prostituta                  |
| "Verdades que esqueceram de acontecer"                   | em lugar de mentira                   |
| "Ele vivia de caridade pública"                          | em vez de esmolas                     |
| Ele foi morar junto com Deus.                            | em lugar de morreu                    |
| Ele foi convidado a se retirar.                          | em lugar de expulso                   |
| Ele se apropriou do dinheiro do colega.                  | em lugar de roubou                    |
| Ele não foi feliz nos exames.                            | em vez de reprovado                   |
| Foi pego com porte de entorpecentes                      | em vez de drogas                      |
| Está cheio de pó                                         | em vez de drogado                     |
| Enriqueceu por meios ilícitos.                           | em vez de roubou                      |
| Aquela escola serve apenas a crianças especiais          | em vez de deficientes                 |
| Querida, ao pé do leito derradeiro                       | em vez de túmulo                      |
| Em que descansas dessa longa vida,...                    | em vez de morres                      |
| Assistiu a um filme de conteúdo adulto                   | em vez de pornô                       |
| Desviou dinheiro da empresa                              | em vez de roubou                      |
|                                                          |                                       |
| Comprou um produto para a parte íntima                   | em vez de genitália                   |
| Sem motivo de orgulho, sua filha está na vida            | em vez de prostituição                |
| Ele foi para um lugar melhor                             | em vez de morreu                      |
| É, Alana, seu avô foi morar com Deus                     | em vez de morreu                      |
| Sofia virou mocinha                                      | em vez de menstruou pela primeira vez |
| Sofia está naqueles dias                                 | em vez de menstruada                  |
| Foi para a cama com o próprio patrão                     | em vez de transou                     |
| Encheu-se da água que o passarinho não bebe              | em vez de cachaça                     |
| Seu Joaquim chegou à melhor idade / terceira idade       | em vez de velhice                     |
| Ele é meu companheiro / parceiro há três anos            | em vez de marido ou namorado          |
| Meu Senhor / Pai!                                        | em vez de Deus                        |
| Diacho / Dianho, quebrei minha unha                      | em vez de diabo                       |
| Era o cão / coisa-ruim em pessoa                         | em vez de diabo                       |
| Três suspeitos em fuga invadiram a casa e fizeram reféns | em vez de meliantes ou criminosos     |